# Дзьоборіг
Дзьоборіг (Cerorhinca monocerata) — птах родини алькових (Alcidae), який гніздиться разом з іншими видами у великих колоніях. Він є близьким родичем знаменитого атлантичного тупика (Fratercula arctica), але утворює в родині алькових окремий рід.
Назва виду тупик-носоріг походить від рогового наросту на дзьобі, який однак виникає тільки під час періоду парування.

## Зовнішній вигляд
Оперення тупика-носорога з верхньої сторони темне, а ближче до живота стає все більш світлим. Довгий і товстий дзьоб розфарбований в брунатно-червоний колір.

## Розповсюдження
Гніздовий ареал тупика-носорога розташовано в північній частині Тихого океану. У Північній Америці вздовж тихоокеанського узбережжя зустрічаються його колонії від Каліфорнії до Аляски і Алеутських островів. В Азії він мешкає на узбережжях Японії і Північної Кореї, а також на декількох островах поблизу материка, в тому числі і в Росії.

## Живлення
Тупики-носороги харчуються головним чином рибою, але не гребують також раками і кальмарами.

## Розмноження
Гнізда тупиків-носорогів зазвичай розташовані в невеликих природних печерах або ущелинах. Часто ці птахи, які не є гарними літунами, виводять потомство на крутих схилах, що полегшують їм зліт.
Яйце тупика-носорога насиджують обоє батьків протягом приблизно 45 днів. Після того, як пташенята вилупилися з яйця, батьки близько 50 днів годують їх рибою з повно набитого дзьоба, що вельми схоже на поведінку атлантичних іпаток.

## Загрози
Найбільша небезпека для тупиків-носорогів від хижих птахів і паразитів, які переходять до них від мартинів. У цілому, вид під загрозою зникнення не перебуває.